# Nils Petter Åkerberg
Nils Petter Åkerberg (Åckerberg), född 1 januari 1820 i Skabersjö socken, Skåne, död 1871 eller 1873 i Köpenhamn, var en svensk målare och tecknare.
Han var son till jägaren och traktören Petter Åkerberg och Ingar Andersdotter och gift med dottern till överkrigsrådet Fris. Åkerberg studerade konst vid Ringdahls ritskola i Kristianstad och medföljde Ringdahl till Stockholm 1836. Där skrevs han in vid Konstakademien och fortsatte sina studier fram till 1837 då han fick anställning av Christian Forssell att utföra handkolorering av Johan Gustaf Sandbergs punktgravyrer för bildverket Ett år i Sverige. Han var därefter verksam som porträttmålare i Göteborg och Helsingborg där det hela slutade med en rättegång om honoraret 1838. Han for på en studieresa 1841 genom Europa först till Berlin och senare till Italien där han kom på obestånd och hans kamrater tvingades samla in pengar för hans återresa till Sverige. På återresan kom han via Florens till Wien där han förgäves försökte få bistånd från minister CG Löwenhielm med stöd av den falska uppgiften att han var en svensk resestipendiat. Sina fordringsägare hänvisade han till ministern som lät arrestera honom och skickade iväg honom i en fångtransport till Prag. Väl framme i Prag insjuknade han och han kunde inte föras vidare. En konstvän i Prag skaffade honom rekommendationer för porträttuppdrag i Berlin så resan fortsatte till Tyskland där han bosatte sig och utförde porträttmålningar i Berlin och flera andra tyska städer. Han utförde även uppdrag i Polen och Ryssland. Efter något år när kassan blivit förstärkt reste han till Amerika men han såg inga möjligheter att slå sig fram där utan återvände till Sverige 1852 och bosatte sig på ett hotell i Ystad. Han försörjde sig som porträttmålare och gjorde sig känd i Ystadstrakten för sitt extravaganta uppträdande. Han flyttade senare till Danmark där han gifte sig med överkrigsrådet Fris dotter. Sedan han av ett anfall av delirium 1866 hotat sin fru och svärföräldrar fick han tillbringa sina sista år på sinnessjukhus i Köpenhamn. Åkerberg är representerad vid Uppsala universitetsbibliotek och med ett porträtt av AE Afzelius vid Nordiska museet i Stockholm.